# The Goose and the Gander
The Goose and the Gander  ist eine US-amerikanische Komödie aus dem Jahr 1935 mit dem Leinwandpaar Kay Francis und George Brent in den Hauptrollen.

## Handlung
Der Film ist eine komplexe Geschichte über mehrere Menschen, die das Wochenende gemeinsam auf dem Lande verbringen. Die handelnden Personen sind ein Ehepaar mit emotionalen Problemen, die leichtlebige Schwester der Ehefrau, der charmante beste Freund des Ehemanns, der Ex-Mann der Ehefrau und die ehemalige Geliebte des Ehemanns. Dazu kommen noch zwei Juwelendiebe. Die Ehefrau hört zu Beginn der Handlung, dass die ehemalige Freundin ihr den Ehemann ausspannen will. Sie beschließt, der Dame eine Lektion zu erteilen und spinnt selber eine Intrige. Am Ende landet die Ehefrau mit ihrem neuen Geliebten im Gefängnis und wird des Diebstahls ihrer eigenen Juwelen bezichtigt.

## Hintergrund
Kay Francis war 1932 von Paramount zu Warner Brothers gewechselt und rasch zu einer beliebten Darstellerin dramatischer Liebesgeschichten aufgestiegen. In den meisten ihrer Filme litt die Schauspielerin unter einem ungnädigen Schicksal und hatte bis zum Happy End endlose emotionale Verwicklungen zu überstehen. Die meist weiblichen Fans bewunderten Francis für ihre Fähigkeit, auch in aufgewühlten Momenten ruhig und besonnen zu handeln und dabei stets elegant zu wirken.
The Goose and the Gander war einer der wenigen Ausflüge ins komödiantische Fach und eine willkommene Abwechslung nach den letzten, meist hochdramatischen Rollen. Regisseur Alfred E. Green hatte mit Francis bereits in I Loved a Woman 1933 zusammengearbeitet. Er war einer der Hausregisseure des Studios und lieferte in nahezu jedem Genre handwerklich kompetent produzierte Streifen ab. Hier gelingt es ihm, die teilweise blitzschnellen Wendungen in der hochkomplexen Handlung sauber und intelligent in Szene zu setzen.
Der Film war ein kommerzieller Erfolg und Francis war nach Angaben von Variety gegen Ende des Jahres auf Platz zwei der populärsten Warner-Brother Stars. Das Studio zeigte seine Zufriedenheit, indem Francis eine neue Garderobe mit vier Räumen und einem Kamin überließ.
In Österreich kam der Film 1936 unter dem Titel Seitensprünge in den Verleih.

## Kritik
Die meisten Kritiker lobten das teilweise rasante Tempo und die witzigen Situationen.
In der New York Times waren freundliche Worte des Wohlwollens zu lesen:

„Die Handlung ist so verteufelt verzwickt, dass man keine Sekunde wegeschauen darf, um sich eine Zigarette anzuzünden oder kurz zu plaudern. Tut man es, braucht es fünf Minuten, um wieder in den Lauf der Geschichte zu kommen.“

Der LA Evening Herrald Express wollte sogar Parallelen zu Noël Coward sehen:

„Nicht seit ‚Private Lives‘ war auf der Leinwand eine solch rasante Ehefarce zu sehen. […]. Der Regisseur Al Green hat daraus eine ganze Menge Spaß gemacht. Er verdient besonderes Lob für seine überraschenden Einfälle und die Art, wie er ein halbes Dutzend Charaktere am Laufen hält. […] Kay Francis ist recht amüsant als Heldin.“

## Kinoauswertung
Die Produktionskosten von 245.000 US-Dollar lagen unter dem Durchschnitt, den das Studio in einen Kay-Francis-Film der Periode investierte. An der Kinokasse erwies sich The Goose and the Gander als leidlich populär und spielte in den USA eine Summe von 329.000 US-Dollar ein, zu denen Auslandseinnahmen von 177.000 US-Dollar kamen, was ein kumuliertes Einspielergebnis von 506.000 US-Dollar ergab.